# 渡辺未来
渡辺 未来（わたなべ みき、1970年5月8日 - ）は、日本の作詞家、作曲家、編曲家。男性。ポピュラー音楽を専門とし、主にアイドル、声優、アニメの楽曲を手掛ける。スマイルカンパニー所属で、同事務所の渡辺和紀は双子の兄。

## 主な楽曲提供アーティスト
- AAA
- D.D.D
- dream
- MAX
- shela
- SMAP
- TOKIO
- V6
- 20th Century
- YeLLOW Generation
- ZONE
- 上戸彩
- 遠藤久美子
- 織田裕二
- 倖田來未
- 工藤静香
- 小日向しえ
- 小柳ゆき
- 佐田真由美
- 佐藤寛之
- 柴咲コウ
- 中村俊介
- 中森明菜
- 中山美穂
- 浜崎あゆみ
- ひふみかおり
- 松田樹利亜
- 山下智久
- 渡辺満里奈&鈴木蘭々

## 提供作品
- IZ*ONE
  - 「Buenos Aires」（作曲・編曲）
  - 「Beware」（作曲・編曲）
  - 「Shy boy」（作曲・編曲）
- あやまんJAPAN
  - 「あやまんジェットコースター」（作曲・編曲）
  - 「ファンタジスタモンスター」（作曲・編曲）
- YeLLOW Generation
  - 「春雷」（作曲・編曲）
  - 「鬼灯」（作曲・編曲）
  - 「北風と太陽」（作曲）
- 上戸彩
  - 「Breath of My Heart」（作曲）
  - 「微熱」（作曲）
  - 「星空ハイウエイ」（作曲）
- 上原奈美
  - 「xoxo」（作曲）
- AKB48
  - 「AKB48」（作曲）※国内外の他の48グループのバージョンも存在する。
- SKE48
  - 「平民出馬宣言」（作曲・編曲）
- MBLAQ
  - 「Your Luv」（作曲）
- ON/OFF
  - 「永遠の刹那」（作詞・作曲・編曲）
  - 「忘られぬ瞳」（作詞）
- kaoru
  - 「くるくるりん」（作曲）
- 上木彩矢
  - 「EMPTY」（作曲・編曲）
- 神谷浩史
  - 「GRAVITATION」（作曲・編曲）
- KAmiYU
  - 「REASON」（作曲・編曲）
  - 「nobody knows」（作曲・編曲）
  - 「星ノ木」（作曲・編曲）
- Guilty Kiss
  - 「Love Pulsar」(作曲)
- KING
  - 「STARS -you don't have to worry about tomorrow-」（作曲・編曲）
- 熊田曜子 
  - 「NONSTOP LOVE」（作曲・編曲）
- 倖田來未
  - 「COLOR OF SOUL」（作曲）
  - 「feel me」（作曲）
  - 「come back」（作曲）
  - 「Best Friend Of Mine」（作曲）
  - 「乱反射」（作曲）
  - 「JOYFUL」（作曲）
  - 「Teaser feat.Clench&Blistah」（作曲・編曲）
  - 「Crazy 4 U」（作詞・作曲・編曲）
  - 「Talk to you」（編曲）
  - 「Rain」（編曲）
  - 「Into your heart」（作詞・作曲）
  - 「girls〜Selfish〜」（作詞・作曲・編曲）
  - 「Butterfly」（作曲・編曲）
  - 「PUPPY」（作曲・編曲）
  - 「come Over」（作曲・編曲）
  - 「人魚姫」（作曲・編曲）
- 寿美菜子
  - 「ライラック」（作曲・編曲）
  - 「始まりの場所」（作曲・編曲）
  - 「echo hearts」（作曲・編曲）
- 小日向しえ
  - 「カナシイウタ」（作曲）
- 小柳ゆき
  - 「Lovin' you」（作曲）
  - 「SUPER STAR」（作曲）
- 佐田真由美
  - 「crossroads」（作曲）
- 三国山蚕（藤田茜）
  - 「イノセント・ラブリー」（作曲・編曲）
- shela
  - 「I believe in love」（作詞・作曲・編曲）
- Sister Q
  - 「夏の媚薬」（作曲）
- 柴咲コウ
  - 「忘却」（作詞・作曲）
  - 「影」（作曲）
- SCANDAL
  - 「涙のリグレット」（作曲・編曲）
- スフィア
  - 「Congratulations!!」（作曲・編曲）
- SMAP
  - 「Smac」（作曲・編曲）
- Sowelu
  - 「光」（作曲）
- ZONE
  - 「glory colors〜風のトビラ〜」（作詞・作曲／作詞は渡辺なつみとの共作）
  - 「GO!」（作詞・作曲）
- 玉置成実
  - 「Truth」（作曲・編曲）
  - 「Do Ya Wanna Dance」（作曲・編曲）
- 茅原実里
  - 「NAKED HEART」（作曲・編曲）
- 超特急
  - 「Pretty Girl」（作詞・作曲・編曲）
  - 「What's going on?」（作詞・作曲・編曲）
- D.D.D
  - 「Heart」（作曲）
- DEEP
  - 「夢のカケラ」（作曲・編曲）
- TOKIO
  - 「君を想うとき」（作曲）
  - 「ジャンクフードの逆襲」（作曲）
- 戸松遥
  - 「シアワセサガシ」（作曲・編曲）
- Dream
  - 「カトレア」（編曲）
  - 「STORY」（作曲・編曲）
  - 「Breakout」（作曲）
  - 「My Way〜ULala〜」（作曲）
- AAA
  - 「BLOOD on FIRE」（作曲・編曲）
  - 「Let it beat!」（作曲・編曲）
  - 「Winter lander!!」（作曲）
  - 「Red Soul」（作曲・編曲）
  - 「最後のコトバ」（作曲）
- 中村俊介
  - 「Drive ahead!」（編曲）
  - 「RESONANCE LOVE」（編曲）
  - 「In my Life」（編曲）
  - 「君のかけら」（編曲）
- 中森明菜
  - 「赤い薔薇が揺れた」（作曲）
- 乃木坂46
  - 「欲望のリインカーネーション」（作曲・編曲）
- HIGH and MIGHTY COLOR
  - 「Feel Like Dance」（編曲）
- パク・ヨンハ
  - 「かけがえのない人」（作詞・作曲）
  - 「やっぱり君がスキ」（作詞・作曲）
- 浜崎あゆみ
  - 「is this LOVE?」（作曲）
  - 「Rule」（作曲）
- はるな愛
  - 「I・U・YO・NE〜」（作曲・編曲）
- ひふみかおり
  - 「WAKE UP」（作曲）
  - 「Girl's Power」（作曲）
  - 「Heartily」（作曲）
  - 「MY LIFE」（作曲）
  - 「サーカス」（作曲）
  - 「ジレンマ」（作曲）
  - 「スパイス」（作曲）
- V6
  - 「NO DAMAGE」（作曲・編曲）
  - 「CHANGE THE WORLD」（作曲）
  - 「Hello」（作詞・作曲・編曲）
  - 「リスク」（作曲・編曲）
  - 「SHOW ME」（作曲・編曲）
  - 「常夏VIBRATION」（作詞・作曲・編曲）
- 20th Century
  - 「Through the blue」（作曲）
  - 「Error」（作曲）
- ブリング・ミー・ザ・ホライズン
  - 「Kingslayer(feat.BABYMETAL)」（作詞／共作）※MK-METAL名義。
- ベッド・イン
  - 「CO・CO・RO グラデーション」（作曲・編曲）
  - 「Kiss Me Kiss Me」（作曲・編曲）
  - 「シティガールは忙しい」（作曲・編曲）
  - 「燃えさせてよ」（作曲・編曲）
  - 「Conscious ～闘う女たち～」（作曲・編曲）
  - 「ジュリ扇ハレルヤ」（作曲・編曲）
  - 「嵐の素顔」（編曲）
  - 「「男」」（編曲）
  - 「限界LOVERS」（編曲）
  - 「We Are "BED・IN"」（作曲・編曲／作曲はベッド・イン＆渡辺和紀、編曲は渡辺和紀との共作）
  - 「Everybody 無敵!」（作曲・編曲／作曲はベッド・イン＆渡辺和紀、編曲は渡辺和紀との共作）
  - 「シャンパンみたいな恋」（作曲・編曲）
  - 「君にこの愛を」（作曲・編曲）
- BABYMETAL　※MK-METAL名義。
  - 「メギツネ」（作詞／共作）
  - 「ギミチョコ!!」（作詞／共作）
  - 「Road of Resistance」（作詞／共作）
  - 「あわだまフィーバー」（作詞／共作）
  - 「ヤバッ！」（作詞／共作）
  - 「Amore - 蒼星 -」（作詞／共作）
  - 「NO RAIN, NO RAINBOW」（作詞／共作）
  - 「Brand New Day (feat. Tim Henson and Scott LePage)」（作詞）
  - 「Kagerou」（作詞）
  - 「Monochrome」（作詞）
- BoA
  - 「Stay My Gold」（作曲）
- 前田亜季
  - 「内緒の気持ち」（作曲・編曲）
  - 「みんながいいね」（作曲）
- MAX
  - 「Another Truth」（作曲）
- 松田樹利亜
  - 「Starting UP」（編曲）
- 水樹奈々
  - 「PRIDE OF GLORY」（作曲・編曲）
- 宮本佳林
  - 「愛しあわなきゃもったいない!」（作曲・編曲）
- M!LK
  - 「Bad Liar」（作曲・編曲）
- melody.
  - 「All For Love」（作曲）
  - 「プルメリア」（作曲）
- メロン記念日（村田めぐみ）
  - 「ランチ」（作詞・作曲・編曲）
- 山下智久
  - 「抱いてセニョリータ」（作曲／真崎修との共作）
- ラストアイドル
  - 「今夜はUp to you!」（作曲・編曲）
- ワルキューレ / Yami_Q_ray
  - 「NEO STREAM」（作曲・編曲）
  - 「Glow in the dark」 (作曲・編曲/作詞 作詞は西田恵美との共作)
- Wake Up, May'n!（Wake Up, Girls!×May'n）
  - 「One In A Billion」(作曲)